# Eleições no Irã
As eleições no Irã (ou Irão) consistem em eleger um chefe de governo (o presidente), uma legislatura (o Majlis), e uma Assembleia dos Peritos (que elege o chefe de estado, o Líder Supremo). As eleições para as Câmaras Municipais das cidades iranianas ocorrem de quatro em quatro anos pelo país. O presidente é eleito pelo povo para um mandato de quatro anos, podendo tentar uma reeleição. O Parlamento ou Assembleia Consultiva Islâmica (Majlis-e Shura-ye Eslami) possui 290 membros, eleitos para um quadriênio. Eleições para a Assembleia dos Peritos são feitas a cada oito anos. Todos os candidatos devem ser aprovados pelo Conselho dos Guardiães antes de concorrerem a qualquer cargo público no país islâmico. Veja em Política no Irã para mais informações.
Até janeiro de 2007, a idade mínima obrigatória no país para votar era de 15 anos, a então mais baixa do mundo, quando o governo a aumentou para 18 anos.

## Últimas eleições

### Eleição presidencial de 2009
A décima eleição presidencial do Irã foi realizada em 12 de junho de 2009. Participaram da disputa os quatro candidatos aprovados pelo Conselho dos Guardiães da Constituição: Mohsen Rezaei (Independente), Mehdi Karroubi (Etemad-e-Melli), Mir Hussein Mussavi (Frente Reformista) e o atual presidente iraniano Mahmoud Ahmadinejad (Abadgaran). A principal disputa pelo posto presidencial desdobrou-se entre o presidente conservador e o reformista-conservador Mussavi. Foram as primeiras eleições em que os candidatos participaram de debate ao vivo em televisão.

### Eleição legislativa de 2008
Vencida pelos Conservadores (58,6%). Derrotando os Reformistas (15,8%), da qual 90% dos candidatos iniciais foram barrados pelo governo iraniano devido a falta de lealdade com o regime.
Durante a campanha, não foi autorizado nenhum debate pela rádio ou televisão estatal. A deterioração da situação econômica e a crescente inflação são as maiores preocupações dos eleitores iranianos.